# Nieuw-Amsterdam (Nieuw-Nederland)
Nieuw-Amsterdam was de naam van de zeventiende-eeuwse versterkte nederzetting in de provincie Nieuw-Nederland die later zou uitgroeien tot wat nu de stad New York is. Deze Nederlandse provincie lag tussen 38°NB op Cape Henlopen even ten zuiden van de Zuidrivier (de huidige Delaware-rivier) en 42°NB, inclusief Nieuw-Holland (het tegenwoordige Cape Cod), ten oosten van de Versche rivier (de tegenwoordige Connecticut-rivier), met in het midden de Mauritiusrivier, Noordrivier of Grote rivier (de Hudson). Het gebied bevindt zich in de hedendaagse staten New York, Delaware, Connecticut, Pennsylvania, en New Jersey, op het oorspronkelijke gebied van de Algonkin (waaronder de Leni-Lenapen, de Wappinger en de Mohikanen) en de Irokezen (waaronder de Mohawk, de Seneca en de Onondaga) Vanuit Nieuw-Amsterdam werden vele gemeenschappen in het gebied gesticht.

## Samenvatting
De eerste inwoners van Manhattan waren de Lenni-Lenape (door de Europeanen wel 'Delawares' genoemd) en de Wappinger-indianen. De allereerste Europeaan die bij Manhattan kwam was de Italiaanse ontdekkingsreiziger Giovanni da Verrazzano. In 1609 kwam Henry Hudson, in opdracht van de Vereenigde Oostindische Compagnie om het gebied te ontdekken en in kaart te brengen. Op 24 april 1613 sloten de Nederlanders Jacob Eelckens en Hendrick Christiaensen met de Irokezen het Two-Row-Wampum-Treaty, het allereerste verdrag tussen Amerikaanse Indianen en Europese kolonisten, dat tot op heden door de Irokezen geëerd wordt. Dit handels- en vredesverdrag zorgde voor de benodigde stabiliteit, en in 1624 bouwde een groepje Waalse protestanten een nederzetting op Manhattan. In datzelfde jaar kocht Peter Minuit Manhattan van de indianen over ter waarde van 60 gulden. Vanaf dat moment heette het gebied Nieuw-Amsterdam. De bouw van Fort Amsterdam in 1625 wordt gezien als het begin van de stad New York.
De provincie Nieuw-Nederland en de citadel waarin Fort Amsterdam was gelegen, zijn respectievelijk in 1624 en 1625 gesticht op gezag van de Staten Generaal onder het gedelegeerde bestuur van de West-Indische Compagnie. Fort Amsterdam was gelegen op de strategische zuidelijke punt van het eiland Manhattan. Nieuw-Amsterdam moest dienen als hoofdzetel van de Nederlandse kolonisten die daar de bonthandel (vooral bevervellen) moesten ontwikkelen voor de compagnie in vooral de Hudson-vallei en ten behoeve van de economische en sociale bevordering van het gebied. Nieuw-Amsterdam groeide, vooral na het toekennen van stadsrechten in 1653, uit tot de grootste Nederlandse koloniale nederzetting in Noord-Amerika en bleef in Nederlandse handen tot november 1674, toen het uiteindelijk aan de Engelsen werd afgestaan in de Vrede van Westminster.
Daarvóór kwam het gebied voor een korte periode onder Engels gezag te staan toen zonder oorlogsverklaring vier Engelse fregatten de haven van Nieuw-Amsterdam binnenvoeren op 27 augustus 1664 en de provincie Nieuw-Nederland opeisten voor de Engelse koning. Zo kwam de Tweede Engels-Nederlandse Oorlog tot stand, die besloten werd met de Vrede van Breda in 1667 waarin Nederland afzag van zijn aanspraak op zijn overzeese provincie, zonder hier echter afstand van te doen. Tijdens de oorlog met Engeland liet Nederland zijn recht van vordering gelden en nam Nieuw-Nederland met een vloot van 22 schepen op 23 augustus 1673 weer in. De stad, nog altijd door de bevolking Nieuw-Amsterdam genoemd, werd omgedoopt tot Nieuw-Oranje. De Engelse bezetters noemden de stad New York. Sinds de jaren 1970 wordt het jaartal 1625 in het officiële zegel van de stad New York gememoreerd als officieel geboortejaar, in plaats van 1664. In 1664 namen de Engelsen het gebied in zonder een schot te lossen, omdat de stad in vredestijd niet op verdediging voorbereid was. Maar de provincie Nieuw-Nederland werd in 1624 gesticht op Noten Eylant dat sinds 1784 Governors Island heet.

## Geschiedenis

### Vroege nederzetting (1609-1624)

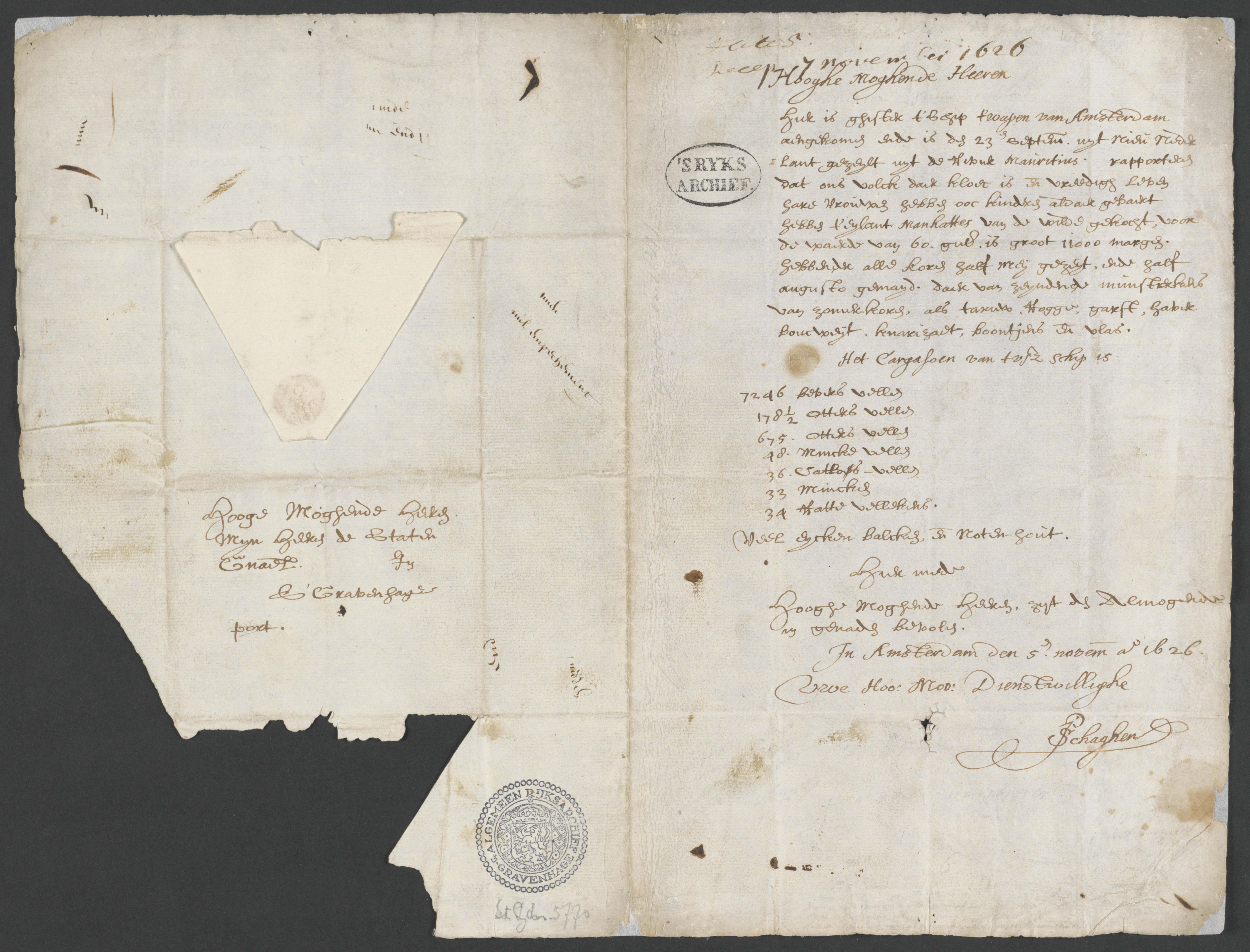
Ambtelijke brief van 7 november 1626 waarin P. Schagen de Staten-Generaal de aankoop (door Peter Minuit) van Manhattan ("'t eylant Manhettes", groot 11000 morgen) van de "wilden" meldt. Deze oppervlakte komt neer op 94 km². Verder noemt Schagen de geslaagde eerste oogst en de scheepslading van 7246 bevervellen. Nationaal Archief, Den Haag. Voor een transcriptie van de tekst, zie Schagenbrief en Transcriptie Schagenbrief

De eerste beschreven ontdekkingstocht door de Nederlanders van het gebied wat nu New York Bay genoemd wordt, was in 1609 met de reis van Henry Hudson. Hudson werd belast door De Kamer van de VOC in Amsterdam met het ontdekken van een nieuwe doorgang naar Tartarije en China. Petrus Plancius dacht dat het mogelijk was om naar Oost-Indië te zeilen via de Noordpool en stelde de reis voor aan de VOC, die na aanvankelijke afwijzingen toestemde.
In plaats van de route naar China langs Eurazië, vermeldde hij bij zijn terugkeer de mogelijkheden tot jacht op walvissen, de handel in bont en tabak met inheemsen aan de andere kant van de Atlantische Oceaan. De mogelijkheid factorijen te stichten en beverhuiden op te kopen en in Europa te verhandelen leidde tot interesse bij Nederlanders en nieuwe missies. In die tijd leverden beverhuiden veel geld op in Europa dat geplaagd werd door zeer koude en langdurige winters; de pelzen werden gebruikt voor het maken van waterdichte hoeden. Een bijproduct van de handel was castoreum of bevergeil dat gebruikt werd vanwege de veronderstelde geneeskrachtige eigenschappen. Drie expedities volgden in de daarop volgende jaren, geleid door Adriaen Block, maar in 1614 leidde een fusie van vier Amsterdamse en een Hoornse Compagnie tot de oprichting van de Compagnie van Nieuw-Nederland. Tot de bewindhebbers behoorden Gerrit Jacobsz. Witsen en Lambert van Tweenhuysen. Toen in 1618 het vierjarig octrooi der Compagnie ten einde liep, verzocht zij tevergeefs om verlenging van haar monopolie.
De eerste 15 jaar in het bestaan van de kolonie werd het eiland Manhattan slechts spaarzaam gebruikt door de Nederlanders. De kolonie was als steeds bedoeld als een winstgevende onderneming en niet als een middel om de Nederlandse cultuur over te brengen. Verder stroomopwaarts langs de Hudson lagen beverrijke en onontgonnen wouden. De handelaren van de compagnie konden hier direct met de inheemse jagers onderhandelen over de huiden in ruil voor goedkope Europese handelswaar, alcohol, vuurwapens en wampum. Wampum werd al snel verhandeld onder Nederlands toezicht op Long Island

### Eerste kolonisten (1624-1636)

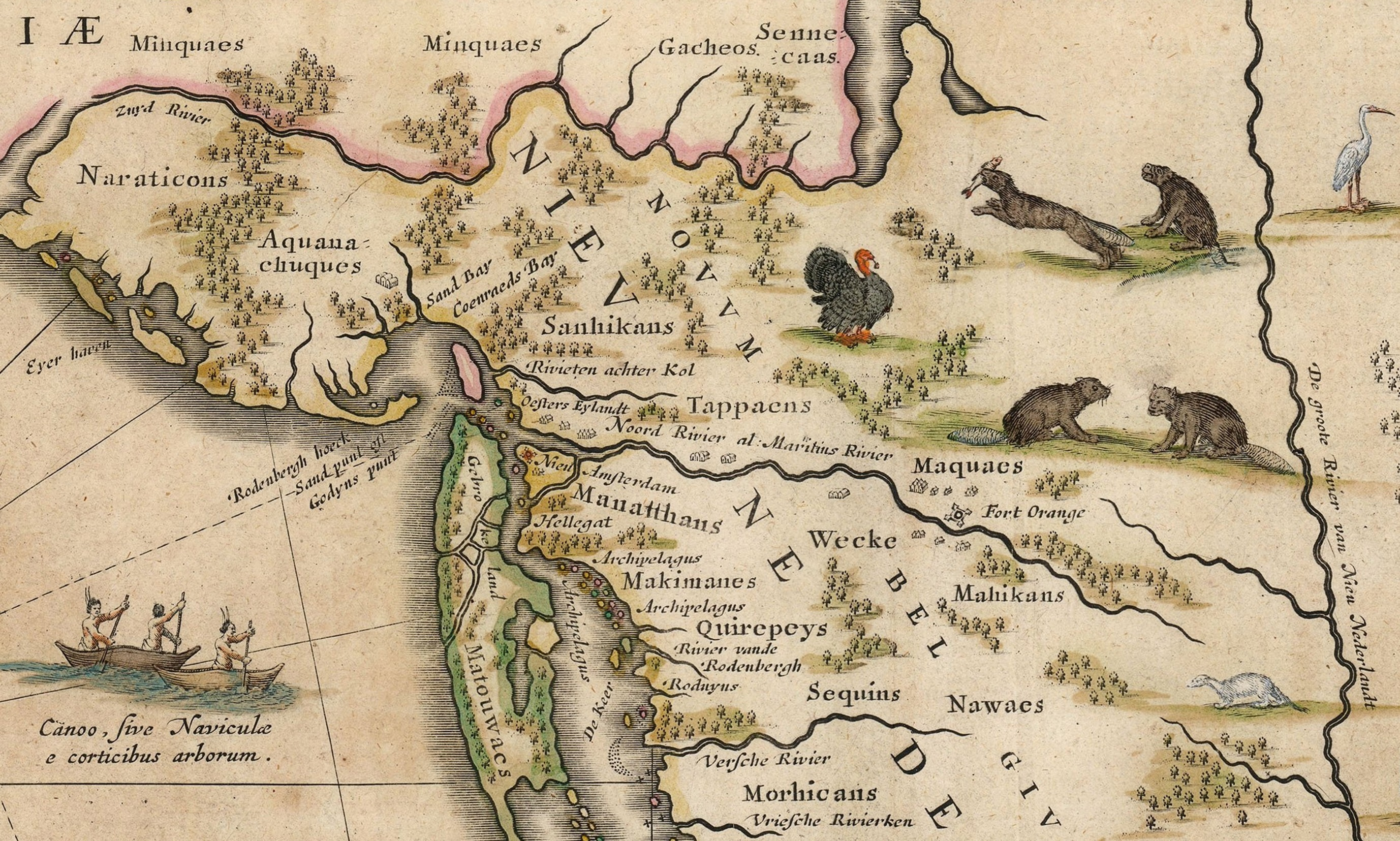
Een kaart van de vallei van de Hudsonrivier c. 1634, afkomstig uit de kaart 'Nova Belgica et Anglia Nova' door Joan Blaeu. Zuiden is links, westen is boven.

In mei 1624 kwam de Nieuw-Amsterdam, een schip gecharterd door de West-Indische Compagnie, aan bij het Noten Eylant dat net onder het eiland Manhattan lag. De kapitein van het schip de Nieuw Nederlandt was Cornelis Jacobsz. May, hij zou ook dienstdoen als de eerste gouverneur van de kolonie. Aan boord van het schip waren een dertigtal families uit de Verenigde Zeven Provinciën. De meesten waren van origine van Zuid-Nederlandse of Waalse afkomst (nu België) en Nederlands sprekend. Ze waren in de 16e eeuw uitgeweken naar het noorden en hadden in het noorden (bijvoorbeeld Amsterdam, Haarlem, Leyden) hun eigen Waalse kerken. De passagiers werden spoedig verspreid: na ontscheping op het Noten Eylant (tegenwoordig Governors Island) bouwden ze een fort en windmolen op Noten Eylant. De anderen verspreidden zich als volgt: vier echtparen en acht mannen gingen naar Verhulsten Eylant in de Delawarerivier, waartegenover op het vasteland een jaar eerder, in 1623, de bouw van Fort Nassau (dicht bij de huidige stad Gloucester City in New Jersey) was begonnen. Twee gezinnen en zes mannen voeren naar de Connecticutrivier, die ze de "Versche rivier" noemden, en bouwden een kleine nederzetting, Kievitshoeck of Zeebroeck geheten, waar nu de stad Seabrook, Connecticut ligt. Ongeveer achttien gezinnen bleven aan boord van de Nieuw Nederlandt en voeren stroomopwaarts de Hudson op. Ze ontscheepten op de plaats waar nu de stad Albany ligt, de hoofdstad van de staat New York, en bouwden daar Fort Oranje (1624).

### Vestingwerken
In 1625 zorgde de voortdurende dreiging van een aanval door andere Europese koloniale mogendheden ervoor dat de directeuren van de West-Indische Compagnie (WIC) een plan formuleerden voor de bescherming van de ingang van de Hudsonrivier. Daarnaast voorzag het plan in het centraliseren van de handelspost in de buurt van het nieuwe fort.
Er is bewijsmateriaal dat de WIC al in 1620 geïnteresseerd was in de bouw van een dergelijk fort. Dit wordt gebaseerd op een brief uit dat jaar van de Engelse architect Inigo Jones, die waarschijnlijk door het bedrijf benaderd was om het fort te bouwen. In de brief adviseert Jones het bedrijf om niet overhaast een houten fort te bouwen, maar te kiezen voor een fort van steen en kalk, omringd door grachten. De tekening van Jones illustreert het traditionele sterontwerp dat in die tijd veel werd toegepast vanwege de eigenschap om kanonskogels af te weren.
Als locatie voor het aardwerk fort kozen de directeur Willem Verhulst en ingenieur Cryn Fredericks van Lobbrecht een plek net boven het zuidelijke uiteinde van Manhattan. Het nieuwe vestingwerk werd Fort Amsterdam genoemd. Tegen het eind van het jaar was een plek afgebakend direct ten zuiden van Bowling Green op de plek van huidige U.S. Custom House (douanegebouw). Ten westen van het fort werd later de stortplaats van New York gevestigd die uiteindelijk tot het huidige Battery Park heeft geleid.

### Begin van Nieuw-Amsterdam (1626-1647)

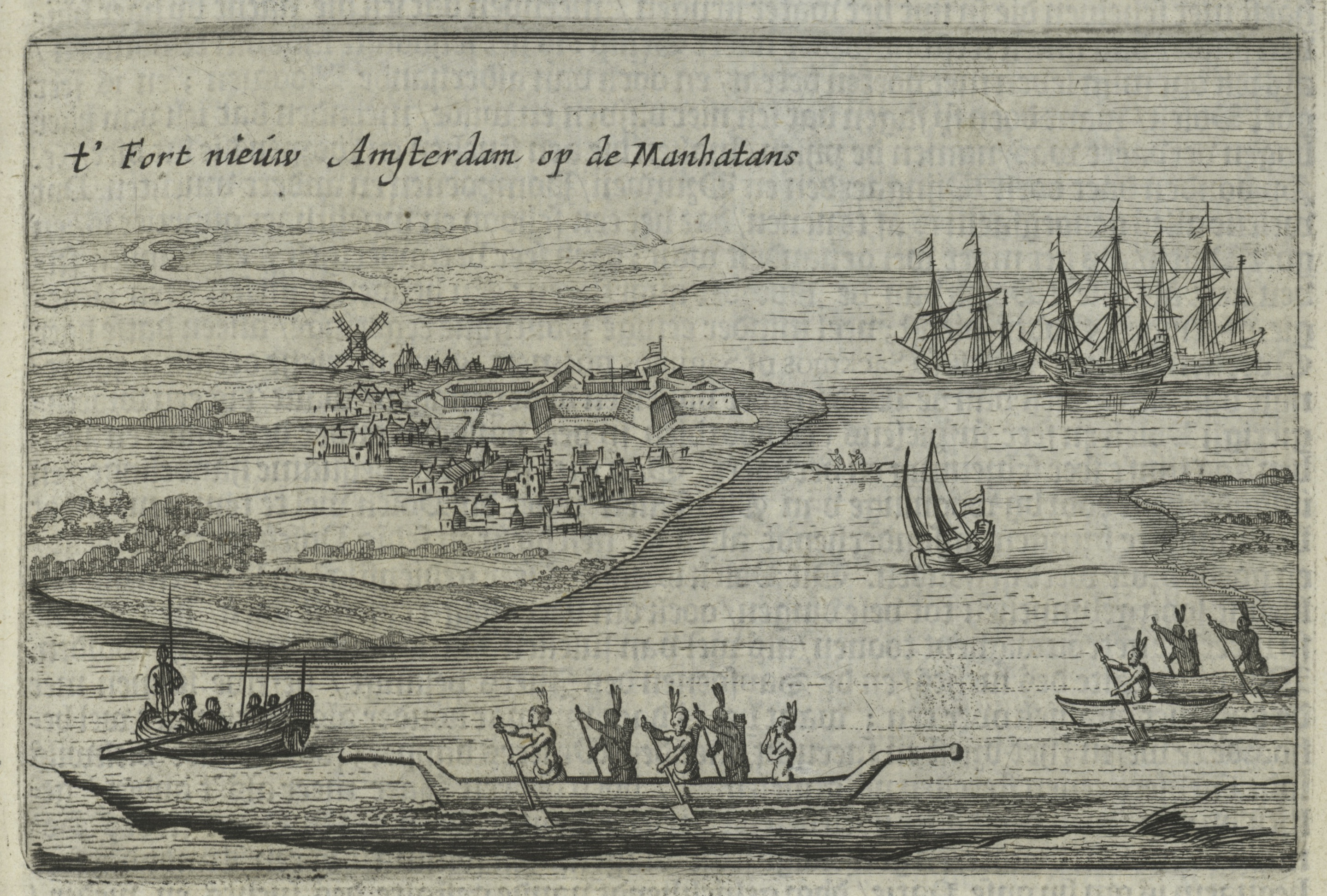
Tekening van Nieuw-Amsterdam uit het westen, door Kryn Fredericks, c1626.

Verhulst was niet populair als directeur, voornamelijk door zijn slechte beheer van de financiën van de kolonie en zijn slechte behandeling van de kolonisten die hij zag als gewone werknemers van het bedrijf. Begin 1626 werd Verhulst vervangen door Peter Minuit. Als onderdeel van de bouwwerkzaamheden van het fort begon Minuit met zijn beleid om Manhattan te 'kopen' van de lokale Lenape-bevolking voor handelswaar ter waarde van zestig gulden - zie de historische brief van Pieter Schaghen in de verwijzing.
Dit was de basis van de legende dat Minuit Manhattan 'gekocht' heeft van de Lenape-bevolking voor snuisterijen ter waarde van $24. Deze negentiende-eeuwse legende vloeit voort uit een foutieve omrekening. De fl 60 - ter waarde van ongeveer 1000 dollar nu - werd gelijkgesteld aan 24 rijksdaalders, en die ten onrechte te vertalen als $24. Bovendien zijn de meeste geschiedkundigen het erover eens dat de Lenape's geen begrip hadden van permanent eigendom van land. Het waren nomaden, die ieder seizoen hun kampen verplaatsten en leefden van het land waar ze op dat moment woonden. Ten hoogste geloofden ze dat ze jacht- en visrechten verleenden, die de Nederlanders op den duur zouden opgeven als ze doortrokken naar andere gronden.
Terwijl het fort gebouwd werd, leidde de groeiende oorlog tussen de Mohawks en de Mohicanen in het dal van de Hudson ertoe dat de West-Indische Compagnie de betrokken kolonisten ging verplaatsen naar de nabijheid van het nieuwe Fort Amsterdam. De dringende behoefte aan een vestingwerk, evenals het feit dat de kolonie als geheel geen winst maakte, leidde tot het versoberen van de oorspronkelijke plannen. In plaats van het originele metselwerkfort werd een eenvoudig blokhuis geconstrueerd, omringd door een palissade van hout en aarde. Een zaagmolen werd gebouwd op het huidige Governors Island.
Peter Minuit werd in 1633 teruggeroepen naar Nederland omdat zijn kolonie geen winst maakte. De bestuurders van de WIC waren handelaren die als doel hadden winst te maken; met het idee van kolonisatie hadden ze weinig op. In de hoop dat een nieuwe gouverneur misschien van de kolonie een winstgevende zaak zou maken, stelden ze Wouter van Twiller aan als opvolger van Minuit. Een woedende Minuit zou even later ingaan op een aanbod van koning Gustaaf van Zweden om een Zweedse kolonie te stichten in het door de Nederlanders verkende gebied aan de Zuidrivier. In 1637 kocht Wouter van Twiller een eiland bij Nieuw-Amsterdam, dat anderhalve eeuw later de naam Randall's Island kreeg. In 1772 werd het doorverkocht aan de Britse legeringenieur John Montresor.

#### Van Twiller vervangen door Willem Kieft
Wouter van Twiller werd al na vijf jaar gouverneurschap in 1637 vervangen door Willem Kieft. Kieft was afkomstig uit een voorname familie (Rembrandt beeldde zijn neef Willem van Ruytenburch nog af op de Nachtwacht), maar was daarin het zwarte schaap. Zijn zakelijke avonturen in het Franse La Rochelle had erin geresulteerd dat de mensen hem aan de galg wilden hebben, waarna hij het land ontvluchtte. In een latere functie van vrijkoper van krijgsgevangen christenen maakte hij zichzelf rijk door alleen goedkope gevangenen vrij te kopen en de winst in zijn zak te steken.
Hij kwam in Nieuw-Amsterdam aan met het doel een 'falende onderneming' weer op de rails te krijgen en winstgevend te maken. In zijn filosofie kon dat alleen door totale macht, zeggenschap over leven en dood. Onderdanen waren onder zijn bewind slechts voorwerpen. Na een belastingverhoging en een oorlog van Kieft kwamen inwoners in opstand. Adriaen van der Donck, de voormalige schout van het patroonschap Rensselaerswijck en tevens een van de weinige academici in de kolonie, assisteerde de inwoners hierbij door in brieven aan de West-Indische Compagnie en de Staten-Generaal te proberen de politieke fundamenten van de kolonie veilig te stellen. Op 28 oktober 1644 voltooide Van der Donck een petitie waarin de wandaden van Kieft werden opgesomd en aan de bestuurders van de WIC werd gevraagd Kieft te vervangen door een nieuwe gouverneur.
De bestuurders gaven de inwoners gelijk wat betreft de constatering dat Kieft vervangen moest worden, maar ze hadden geen boodschap aan het zelfbestuur dat de inwoners voorstonden. In plaats daarvan moest er een capabele leider komen met lef, iemand die wist hoe hij met geweld moest omgaan.

### Komst van Peter Stuyvesant (1647-1653)

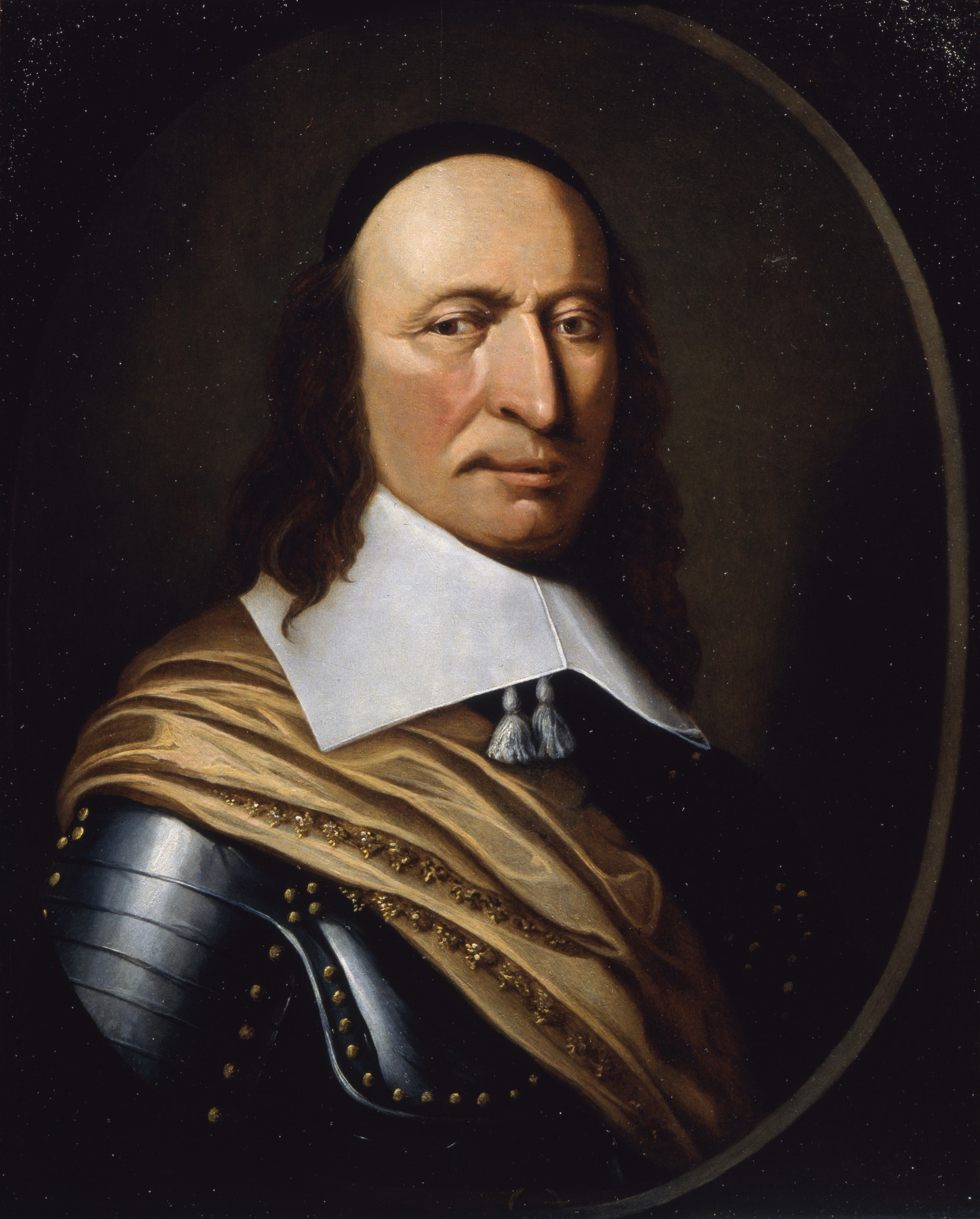
Peter Stuyvesant, ca. 1660. Toegeschreven aan Hendrick Couturier, werd vroeger als een Rembrandt gezien. Olieverf op hout, New-York Historical Society.

De keuze viel op Peter Stuyvesant, een jonge Fries die voordien lange tijd als commandant voor de WIC op de Antillen had gewerkt. Als commandant bij de belegering van Sint Maarten had hij zijn been verloren en als gevolg van de infecties die hij daarbij opliep was hij bijna overleden.
Intussen werd Kieft opgedragen de desastreuze oorlog met de inheemse bewoners te beëindigen. Hij riep de hulp in van Van der Donck - niet wetende dat deze een brief had geschreven waarin om zijn aftreden werd gevraagd - die goede contacten had met de inheemsen en hun taal en gebruiken kende. Van der Donck zegde zijn medewerking toe en bracht in een missie samen met Kieft naar de inheemsen de vrede tot stand. Als dank hiervoor kreeg hij een stuk land toegewezen ten noorden van Manhattan. Zijn grote bezit ging gepaard met een soort niet-officiële titel: jonkheer of jonker. Tot lang na zijn dood werd het gebied 'Jonkers land' genoemd, en tegenwoordig staat het nog steeds bekend als Yonkers in New York.
In 1647 kwam Stuyvesant dan eindelijk aan in Nieuw-Amsterdam, en begon onmiddellijk de zaak Kieft versus de inwoners te behandelen. Hij vond het ontoelaatbaar dat onderdanen van een kolonie tegen het wettelijk bestuur opkwamen, en nam het dus voor Kieft op. Cornelis Melyn wilde hij straffen met de doodstraf en Jochem Kuyter moest uit de kolonie worden verbannen, waarbij al zijn bezittingen moesten worden geconfisqueerd. Op aandringen van de raad die hem bijstond in het gerecht zette hij de straffen om in een permanente verbanning uit de kolonie. Hij gaf ze opdracht met het eerstvolgende schip te vertrekken.
Op de Prinses Amalia, zoals het schip heette, ging ook ex-gouverneur Kieft aan boord, die na zijn ontslag naar Nederland wilde gaan. Het schip leed schipbreuk voor de Engelse kust, en Willem Kieft kwam daarbij om het leven. Kuyter en Melyn overleefden de ramp.

#### De Raad van Negen

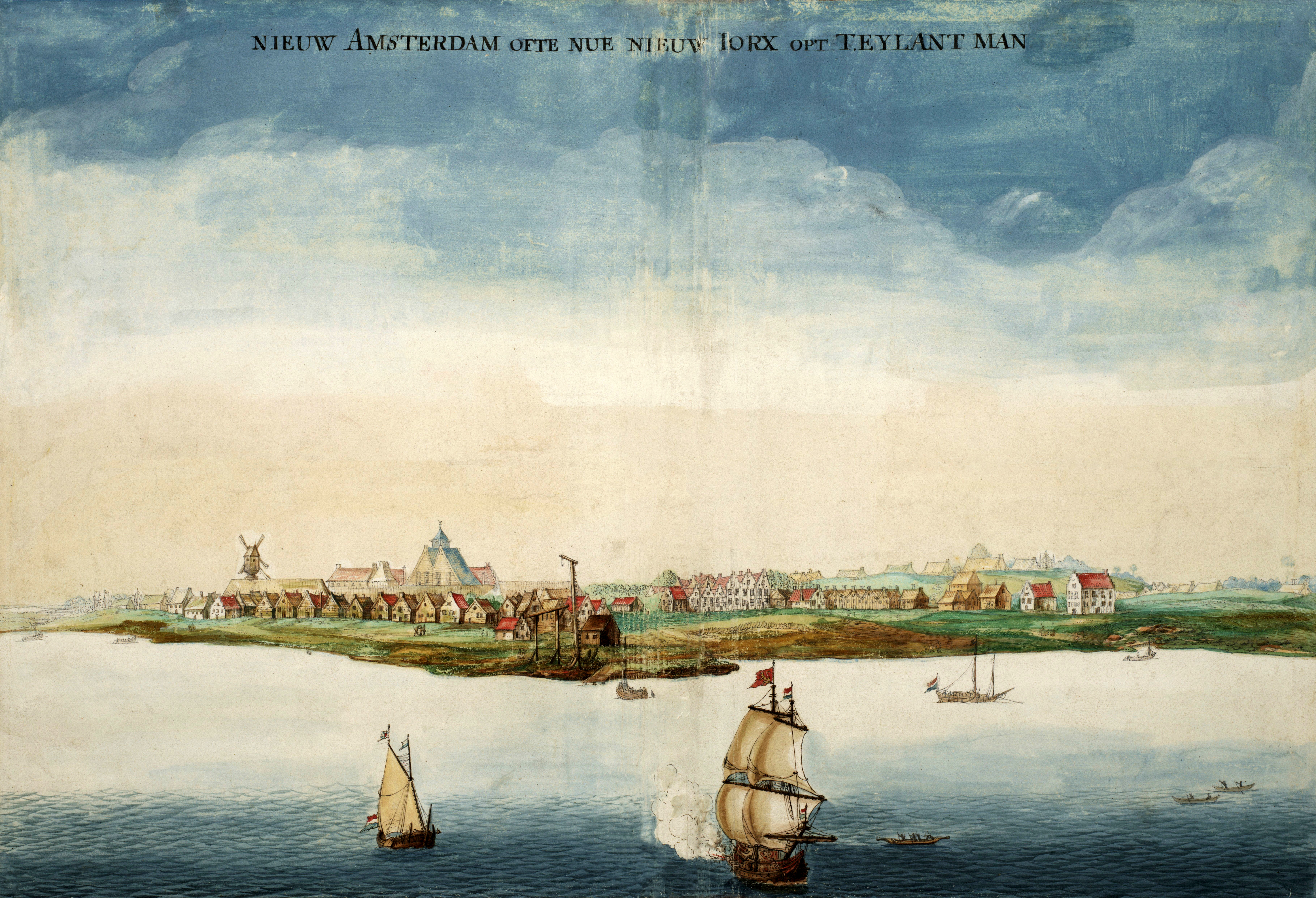
Gezicht op Nieuw-Amsterdam door Johannes Vingboons, 1664

Om het conflict tussen de inwoners en de bestuurders te sussen gaf Stuyvesant toestemming voor het vormen van een 'Raad van Negen', een raad van de notabelste inwoners die de onderdanen zou vertegenwoordigen. Deze raad stond tegenover de raad van Stuyvesant, die de compagnie vertegenwoordigde.
Stuyvesant kwam ondertussen in conflict met Brant van Slichtenhorst, de erfgenaam van Kiliaen van Rensselaer, die zijn patroonschap Rensselaerswijck had overgenomen. Van Slichtenhorst weigerde verschillende bevelen van Stuyvesant te gehoorzamen en dat zinde Stuyvesant die volledige controle over zijn gebied wilde niet. Het was het begin van een tweestrijd tussen beide mannen die uiteindelijk zou leiden tot de stichting van Beverwijck (het latere Albany) door Stuyvesant in het gebied van Rensselaerswijck.
Van der Donck werd op 1 januari 1649 gekozen in de Raad van Negen. Al snel stelde hij zich, omdat hij de enige academisch geschoolde inwoner was, op als leider van de Raad. In dezelfde maand kwamen Kuyter en Melyn terug naar de kolonie, met een uitspraak van het hooggerechtshof van Nederland waarin ze werden vrijgesproken. De documenten van het hooggerechtshof stelden tevens dat de oorlog van Kieft tegen alle openbare regelgeving in de - door het hof erkende - afgevaardigden uit het volk had gehinderd. Stuyvesant werd gesommeerd zich te verantwoorden in de Republiek voor zijn gedrag. Ook droegen Kuyter en Melyn een persoonlijke brief van prins Willem II van Oranje-Nassau, waarin de prins Stuyvesant vroeg Kuyter en Melyn hun bezittingen terug te geven en de besluiten van het hooggerechtshof uit te voeren.
Dit alles was een geweldige steun voor de Raad van Negen, en een doorn in het oog van Stuyvesant. De Raad wilde een afvaardiging van de kolonie naar Nederland sturen om hun zaak te bepleiten, maar Stuyvesant stelde, in poging de schade te beperken, dat de Raad er helemaal niet zeker van was dat de wil van de Raad ook de wil van het volk was. De Raad besloot hierop een opiniepeiling onder de bevolking te houden en alle klachten te verzamelen. Vanaf dit moment was Stuyvesant volgens Van der Donck 'ziedend', en verhardde het in het begin goede contact tussen Stuyvesant en Van der Donck.

#### Arrestatie van Van der Donck
Nadat bleek dat een compromis tussen de Raad en Stuyvesant onmogelijk was, liet Stuyvesant Van der Donck arresteren, met als beschuldiging hoogverraad. De documenten die Stuyvesant had gevonden bij huiszoeking van het huis van Van der Donck bevatten volgens hem 'grove laster' aan zijn adres en 'enorme beledigingen' aan het adres van de regeringsleiders in Den Haag.
Stuyvesant wilde naar alle waarschijnlijkheid Van der Donck voor een vuurpeloton plaatsen, maar werd door een beschamende vertoning in de kerk van Nieuw-Amsterdam gedwongen een mildere straf te sommeren. Cornelis Melyn had hem namelijk aldaar gedwongen de brief waarin hij tot de orde werd geroepen voor te lezen, waarna hij in zijn machteloze positie moest toezeggen de orders in de brief op te volgen en zich te verantwoorden in Nederland. Van der Donck werd verordend zijn beledigende opmerkingen in zijn documenten te bevestigen of te herroepen. Hij werd daarvoor in vrijheid gesteld, maar mocht in de tijd dat hij daarmee bezig was niet zitting nemen in de Raad van Negen.

#### Van der Doncks missie naar Nederland
Van der Donck begon na zijn vrijlating met het verzamelen van klachten in een drieëntachtig pagina's tellend document dat hij Vertoogh van Nieu-Nederland noemde. Hij wilde de klachten voorleggen aan de Staten-Generaal in Den Haag. Met een aantal ondersteunende documenten, onder andere een waarin hij aan de Staten-Generaal vroeg de kolonie over te nemen van de WIC, vertrok hij samen met twee leden van de Raad van Negen - met toestemming van Stuyvesant - naar Nederland. Stuyvesant zou tegen de orders in zelf niet vertrekken naar Nederland, maar stuurde zijn secretaris Cornelis Pieck heer van Tienhoven uit het groot adellijke Gelders Geslacht Pieck, enerzijds om hem te vertegenwoordigen bij de aanklachten van Melyn, en om zijn bestuur te vertegenwoordigen bij de kwestie over de controle over de kolonie.
Op 13 oktober 1649 betoogde Van der Donck uitgebreid voor de Staten-Generaal. Hij verzocht de Staten de kolonie over te nemen en een bestuur van inwoners aan te stellen. De Staten-Generaal waren onder de indruk en besloten een commissie in te stellen die de zaak zou onderzoeken. In april 1650 kwam, enigszins verlaat door een bestuurlijke crisis als gevolg van een mislukte staatsgreep door stadhouder Willem II, het oordeel van de commissie: een 'Voorlopige Verordening over het Bestuur, het Behoud, en de Bevolking van Nieuw-Nederland'. De leden van de commissie concludeerden dat zij 'het slechte beheer van de privileges en vrijheden verstrekt aan de aandeelhouders van de West-Indische Compagnie niet langer willen en kunnen toestaan'.
Er volgden specifieke verordeningen die uitgevoerd moesten worden:
- In de stad Nieuw-Amsterdam moest een gemeentebestuur geïnstalleerd worden.
- Totdat dat gedaan was moest de Raad van Negen zijn werk voortzetten.
- Alle schepen die richting Nieuw-Nederland voeren moesten kolonisten die zich aandienen meenemen. Deze order was het gevolg van een plotseling toegenomen belangstelling voor de kolonie, die op zijn beurt weer te danken was aan een promotiecampagne van Van der Donck voor de kolonie in de periode van de couppoging van Willem II van Oranje.
- Er moest een bedrag van 15000 gulden beschikbaar gesteld worden voor kolonisten die de overtocht niet konden betalen.

Van der Donck bleef in Nederland om het nieuwe bestuur van de kolonie vorm te geven, en verscheen regelmatig voor de Staten-Generaal om de voorlopige verordeningen ten uitvoer te krijgen. Op 10 februari 1652 hield Van der Donck zijn slotbetoog, waarin hij opnieuw pleitte voor het onteigenen van de kolonie van de WIC, en het te reorganiseren tot een overzees gebiedsdeel waar de Nederlandse wet gold, waar de burgers Nederlands burger waren met bijbehorende rechten, en waar de hoofdstad de status van een Nederlandse stad had met alle rechten en bescherming die daarbij hoorden.
Door zijn grondige betoog begonnen ook de kamers van de WIC verdeeld te raken. Verschillende kamers van de WIC gaven de Amsterdamse kamer, die de kolonie had 'gemonopoliseerd', de schuld van het wanbestuur. De Staten-Generaal waren volledig overtuigd en besloten een begin te maken met de volledige reorganisatie van de kolonie. Onder druk van de regering zond de Amsterdamse kamer van de WIC Stuyvesant het bevel een openbaar bestuur te vormen met een rechtbank 'die zo veel mogelijk gebaseerd is op de gewoonten van deze stad'.
Een brief van de Staten-Generaal, gedateerd 27 april 1652, bevatte de opdracht Stuyvesant af te zetten, en moest persoonlijk door Van der Donck worden afgegeven. Van der Doncks missie was geslaagd en hij verzocht daarom in mei voor een regeringscommissie terug te mogen keren naar Manhattan 'om op vreedzame wijze het ambt van voorzitter van de gemeenschap in Nieuw-Amsterdam in handen te krijgen'.
Op dat moment brak echter de Eerste Engels-Nederlandse Oorlog uit. De WIC, die een sterk militaristisch karakter had, kwam weer tot leven en de Staten-Generaal draaiden de verordeningen die ze net tevoren hadden uitgevaardigd weer terug. Ze herriepen de afzettingsprocedure van Stuyvesant en eisten van Van der Donck dat hij hen de brief teruggaf die ze hem hadden gegeven.

### Stad Nieuw-Amsterdam (1653-1664)

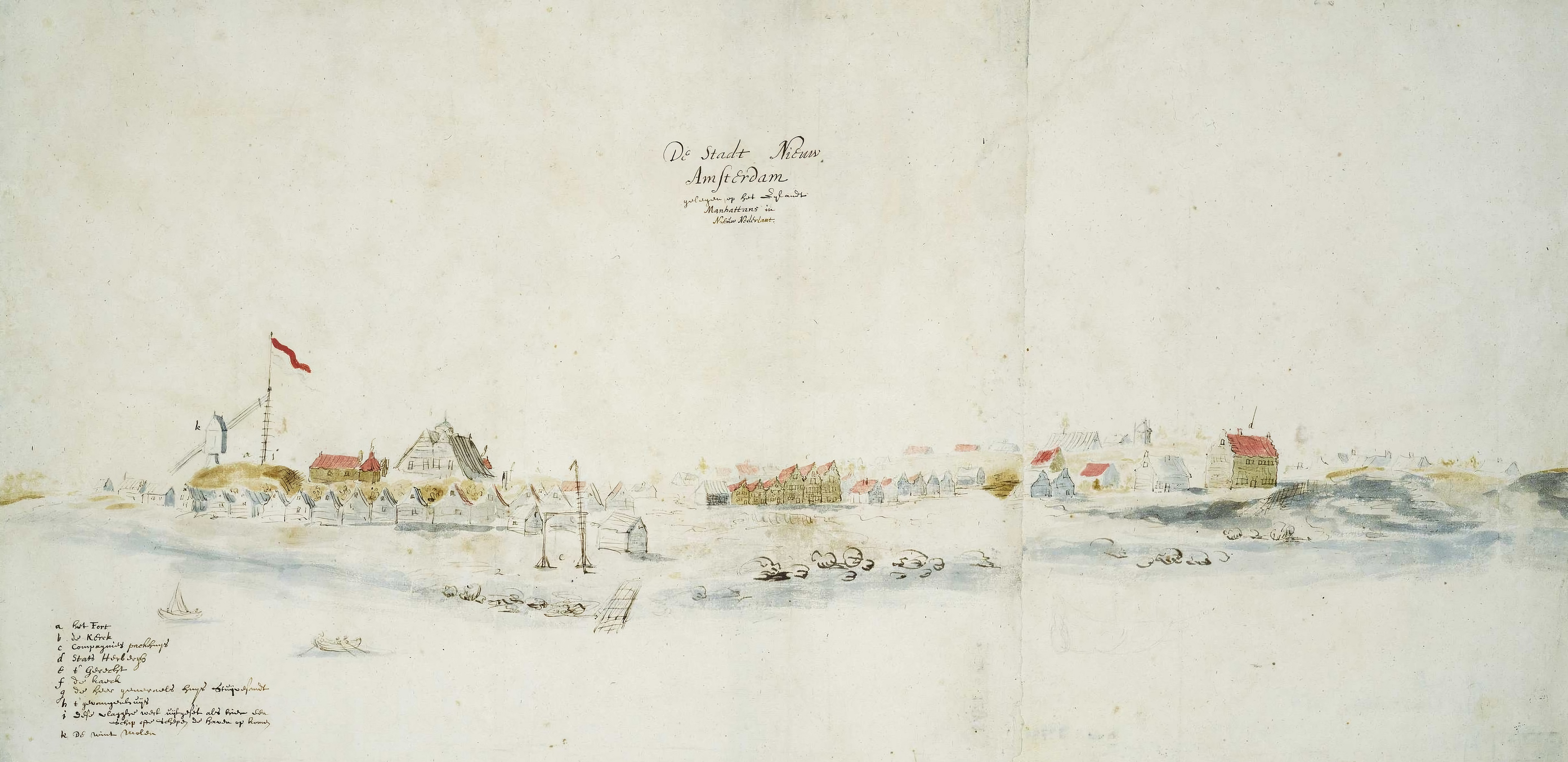
Tekening van Nieuw-Amsterdam uit 1650-1654, ontdekt in 1991 in de collectie van de Weense Albertina. Het is waarschijnlijk de oudste, levensechte tekening van de kolonie

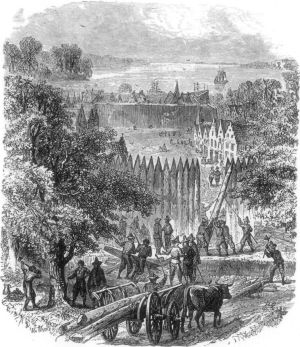
Fantasievoorstelling van de bouw van de palissade, de straat langs de 'wal' is tegenwoordig bekend als Wall Street

Het bevel van de Amsterdamse kamer bereikte Nieuw-Amsterdam en aldus kreeg de stad stadsrechten op 2 februari 1653. Het gebouw dat tot die tijd had gediend als stadsherberg werd omgebouwd tot 'Stadt Huys', een functie die het tot 1699 behield. Het bestuur werd gevormd door een college van burgemeesters (uitvoerende en wetgevende macht), schepenen (rechterlijke macht) en een schout (openbaar aanklager, Stuyvesant stelde hiervoor Van Tienhoven aan). De stad New York houdt 2 februari 1653 aan als datum van haar politieke stichting (zie ook hieronder).
Een van de eerste maatregelen die het nieuwe stadsbestuur nam was het besluit "om het grootste deel van de stad te omringen met een hoge palissade en een lage borstwering", dit als bescherming tegen een mogelijke Engelse aanval als gevolg van de nog steeds voortdurende Eerste Engels-Nederlandse Oorlog. Overigens kwam de aanval niet. Een in februari 1654 vertrokken squadron Engelse schepen dat Nieuw-Amsterdam moest gaan bezetten kwam door storm pas in juni in New England (Nieuw-Engeland) aan. Op de dag dat de aanval uiteindelijk zou beginnen voer er net een schip de haven van Boston binnen met gedrukte verkondigingen dat de oorlog tussen Nederland en Engeland voorbij was. De straat die langs de beschermingswal liep staat tegenwoordig bekend als Wall Street.

#### Bloei van de stad
De stad bloeide door de komst van het stadsbestuur op. Wegen werden geplaveid met keitjes, bakstenen huizen vervingen houten exemplaren, er werden dakpannen ingevoerd en de oude rieten daken werden verboden wegens brandgevaar. Voorbij Paerl Straet werd een werf gebouwd. De stad werd netjes met aangeveegde straten en stoepjes. De bomen in de stad werden esthetisch gesnoeid en tuinen kregen een keurige diamant-, ovale of vierkante vorm. Er werd een verordening uitgevaardigd waarin stond dat boeren varkenskotten en kippenrennen moesten afbreken als ze duidelijk zichtbaar waren vanaf de weg. Eigenaren met lege stukken grond aan de hoofdstraten moesten extra belasting betalen om hen te stimuleren iets met de grond te doen. De sloot die door het centrum van de stad was gegraven werd opgewaardeerd tot een gracht naar Amsterdams voorbeeld, volledig met houten beschoeiing en fraaie stenen bruggen.
Een vernieuwing die met de komst van het stadsbestuur gepaard ging en een blijvende invloed zou hebben op de aard van de Verenigde Staten was de komst van het burgerschap. In Amsterdam was kort tevoren een systeem ingevoerd van grootburgerschap en kleinburgerschap. Een grootburger was een machtige koopman die een aanzienlijk bedrag afdroeg aan de gemeenschap, in ruil voor het recht te mogen handelen en het recht op een stem in het beleid. Daarnaast was er de kleine burger, een status met minder rechten die vrijwel iedere inwoner van Nieuw-Amsterdam aanvroeg. Hierdoor had vrijwel iedereen een belang in de gemeenschap, wat ervoor zorgde dat inwoners elkaar steunden. In Nieuw-Amsterdam maakte vrijwel iedereen deel uit van dezelfde gemeenschap. Toen de scheepvaart in de haven toenam profiteerde bijna iedereen daarvan. Ook zorgde het voor meer gelijkheid dan in New England, waar het aandeel freemen, of stadsburgers, nooit meer dan twintig procent bedroeg.
Bovendien verenigden arbeiders in de kolonie zich nooit in gilden, zoals dat in Europa gebruikelijk was. De WIC deed zijn best gilden te verbieden omdat ze bang was voor de macht ervan. Dit beleid bleek goed uit te pakken omdat alle beroepen open waren voor iedereen, en er dus voor kolonisten een mogelijkheid ontstond zich op te werken op de maatschappelijke ladder. Frederick Flipsen, een Fries die naar Manhattan reisde en zichzelf beschreef als een eenvoudige timmerman, werd in 1657 kleinburger en was, toen hij in 1702 stierf, een van de rijkste mannen van Amerika.
In de directe omgeving van Nieuw-Amsterdam kwamen kleine nederzettingen tot bloei: Gravesende (een Engelse nederzetting met Nederlandse toestemming, tegenwoordig Gravesend), Vlissingen (Flushing), Middelburgh (Newtown), Heemstede (Hempstead), Nieuw-Amersfoort (Flatlands), Breuckelen (Brooklyn) en Midwout (ook bekend als Vlackebos, tegenwoordig Flatbush) begonnen bij Stuyvesant aan te dringen op hun rechten op zelfbestuur. Nieuw-Haarlem (Harlem) werd in 1658 officieel door de WIC erkend.

### Verovering door de Engelsen

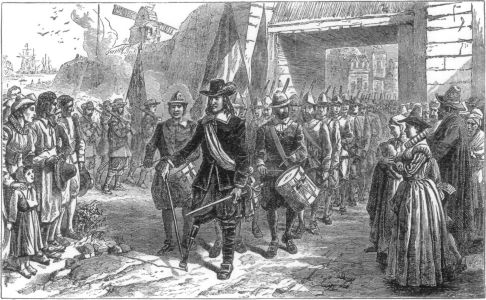
Fantasievoorstelling van de capitulatie van Stuyvesant

In de aanloop naar de Tweede Engels-Nederlandse Oorlog werd Nieuw-Nederland veroverd door de Engelsen. Op 24 september 1664 capituleerde directeur-generaal Peter Stuyvesant en droeg Nieuw-Amsterdam over aan de Engelsen. Stuyvesant drong aan op garanties voor de rechten van de burgers, die terechtkwam in de zogenaamde Articles of Capitulation, Artikelen van Overgave. De Nederlanders verkregen vrijheid van geweten, Nederlandse schepen mochten zonder meer aanleggen, en de politieke leiders van de kolonie mochten hun werk voortzetten, op voorwaarde dat ze trouw zwoeren aan de koning van Engeland. Bovendien werd vastgelegd dat de stad Manhattan afgevaardigden zou kiezen die een vrije stem hadden in alle openbare aangelegenheden, en werd vastgelegd dat stadsbewoners van Manhattan geen enkele soldaat ingekwartierd zouden krijgen.
Bij de Vrede van Breda van 1667 mochten de Engelsen Nieuw-Amsterdam behouden; een definitieve regeling werd echter uitgesteld: het was een handhaving van de status quo, zonder dat de Republiek haar aanspraken opgaf. Nederland behield evenzo Suriname en het uiterst kleine, nootmuskaatrijke eilandje Run in de Zuid-Molukken, die het op zijn beurt in de oorlog op Engeland had veroverd en verwierf daarmee het nootmuskaatmonopolie. De naam van de kolonie werd later veranderd in "New York" naar de Hertog van York - broer van koning Karel II van Engeland - die het land toegewezen had gekregen.
Op het tijdstip waarop Nieuw-Nederland in Engelse handen viel, telde de kolonie ongeveer 6.000 inwoners, waarvan ongeveer 1.500 in Nieuw-Amsterdam woonden. Hun nakomelingen zouden voor een deel nog tot halverwege de negentiende eeuw Nederlands blijven spreken; in de latere periode in de vorm van het nigger Dutch, gesproken door de afstammelingen van de zwarte slaven. 

### Herovering door de Republiek en definitieve overdracht

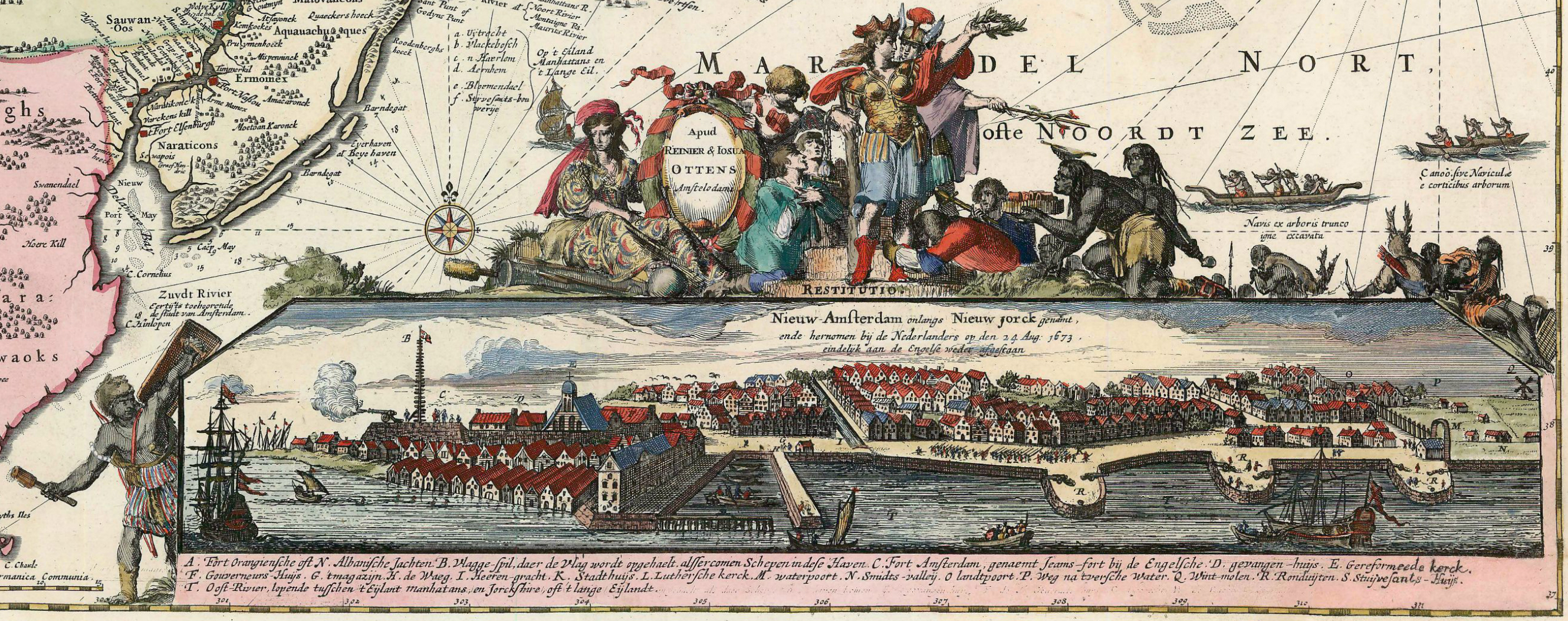
Nieuw-Amsterdam ten tijde van de overdracht aan de Engelsen, Hugo Allard, 1674. Vergelijk dit panorama met de Castellokaart onder.

In de Derde Engels-Nederlandse Oorlog veroverde een gecombineerde vloot bestaande uit een Amsterdams en Zeeuws eskader namens de Staten Generaal onder aanvoering van commandeur Jacob Benckes (Koudum, 1637-1677) en viceadmiraal Cornelis Evertsen de Jongste (Vlissingen, 1642-1706), bijgenaamd 'Keesje de Duivel' de kolonie in 1673 kortstondig terug en werd deze hernoemd in Nieuw-Oranje, een uitvloeisel van de omwenteling van 1672, toen Willem III van Oranje-Nassau stadhouder werd. De Staten van Zeeland zaten een beetje met hun nieuwe bezit in de maag en probeerden het vergeefs over te doen aan Holland. Na ondertekening van het Verdrag van Westminster op 19 februari 1674 werd de kolonie Nieuw-Nederland met de stad Nieuw-Amsterdam (New York) voorgoed overgedragen aan de Engelsen.
In navolging van de Glorious Revolution (de bestijging van de Engelse troon door de Nederlandse stadhouder Willem III), wilde Jacob Leisler, een oude Nieuw-Amsterdammer, de kolonie voor Nederland in 1689 heroveren met een opstand. Willem III voelde hier echter niets voor en de Opstand van Leisler, zoals die de geschiedenis in ging, liep met een sisser af. Leisler en kompanen werden opgehangen of onthoofd.

## Kenmerken
Nieuw-Amsterdam onderscheidde zich in verschillende opzichten van steden in New England (Nieuw-Engeland). In de eerste jaren was Nieuw-Nederland voor de West-Indische Compagnie een handelsonderneming met als doel winst te maken met de handel in bever- en otterhuiden. Hiervoor moesten natuurlijk nederzettingen worden gesticht om handel mogelijk te maken, maar kolonisatie zou tot een minimum moeten worden beperkt omdat kolonistenbelangen de handel konden frustreren. New England was primair een koloniale aangelegenheid, waar Engelse burgers een betere levensstandaard konden ontwikkelen door plantages te beginnen in de Nieuwe Wereld.
Ook dat was een verschil tussen Nieuw-Nederland en New England. De Republiek der Zeven Verenigde Nederlanden beleefde een periode van ongekende voorspoed waardoor de levensstandaard in eigen land al steeg, en Nederlanders niet de behoefte hadden hun geluk op een ander continent te beproeven.
In latere jaren veranderde, zij het door de verschillende opstanden van de inwoners, de mentaliteit van de WIC ten opzichte van Nieuw-Amsterdam en de kolonie. Nieuw-Amsterdam kreeg stads- en burgerrechten en mocht zich ontwikkelen tot een bloeiende stad. Maar het handelsimago bleef. In geen enkele stad in New England werd er zoveel internationale handel gedreven. De stad Nieuw-Amsterdam was, net als haar naamgever, de spil in de handel in de wijde omtrek.

### Eerste smeltkroes van Amerika
Als gevolg van de handel waren er in geen enkele stad in New England zoveel verschillende culturen te vinden. Nieuw-Amsterdam was een smeltkroes van culturen. In Nieuw-Amsterdam woonden grote gemeenschappen Engelsen, Duitsers, Scandinaviërs en Fransen. Nederlanders waren in de kolonie nooit meer dan de grootste minderheid. Het Nederlands functioneerde in de kolonie als lingua franca, en was ook de taal waarin officiële documenten werden opgesteld.
Peter Stuyvesant stond op religieus gebied bekend als een purist en wilde het liefst alle religies behalve het Nederlandse calvinisme verbieden, ware het niet dat zijn superieuren in Amsterdam hem dat op grond van de Nederlandse wetten verboden. Nederland was op het gebied van godsdienst in de zeventiende eeuw het meest tolerante land, en dat had zijn weerslag op de Nederlandse kolonie. Quakers, katholieken en lutheranen genoten in Nieuw-Nederland godsdienstvrijheid waardoor veel Engelsen die om godsdienstige redenen New England ontvluchtten zich in Nieuw-Nederland vestigden. Gravesende was een van de eerste nederzettingen die gesticht was door vervolgde Engelsen.
In 1654 arriveerden drieëntwintig joden uit de voormalige WIC-kolonie Nederlands-Brazilië in Nieuw-Amsterdam. Deze kolonie in Brazilië was na een langdurige strijd in 1654 overgegeven aan de Portugezen. Peter Stuyvesant verbood de joden land te kopen 'vanwege zwaarwegende redenen'. De leiders van de joden in Nieuw-Amsterdam, Abraham de Lucena en Salvador Dandrada, kenden echter hun rechten in het Nederlandse systeem en deden een beroep op de republiek. De joodse gemeenschap van Amsterdam oefende druk uit op de politiek, en won. Op 20 april 1657 verleende Nieuw-Amsterdam vrijheid van godsdienst aan joden.

### Castellokaart

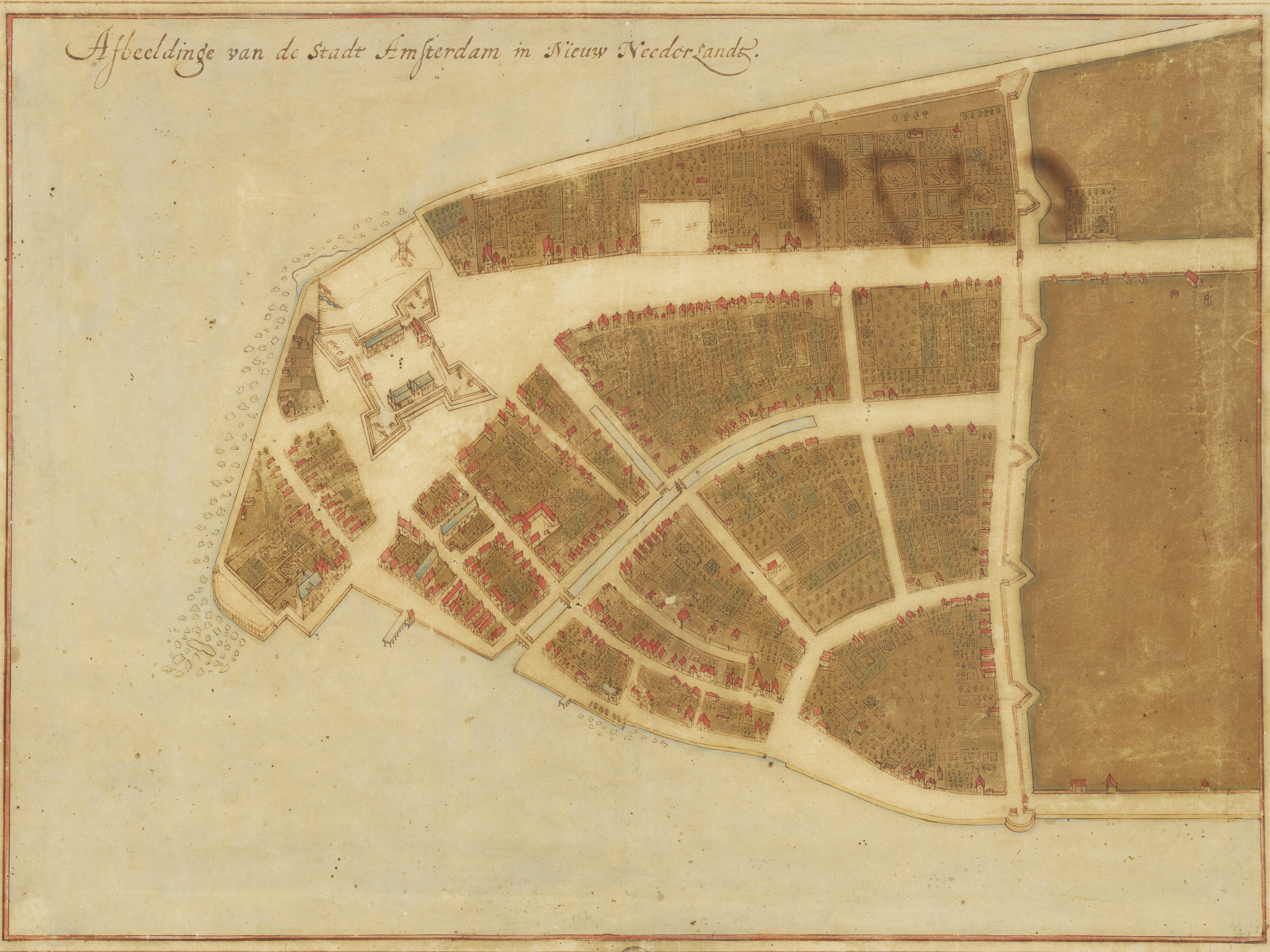
Originele Castellokaart, door Johannes Vingboons en Jacques Cortelyou, 1660

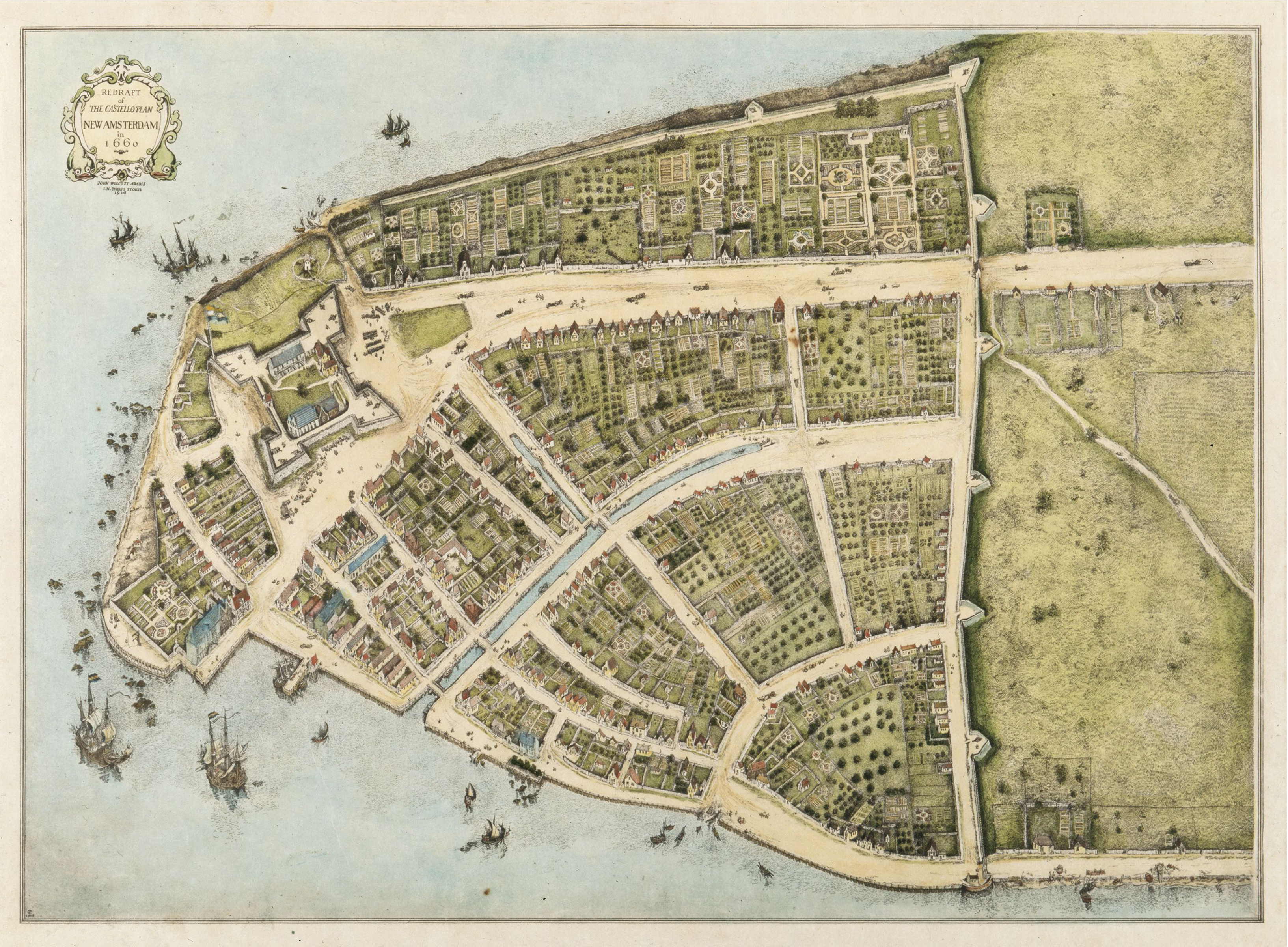
Nagetekende versie van de Castellokaart van Nieuw-Amsterdam door John Wolcott Adams en I.N. Phelps Stokes. Gemaakt in 1916.

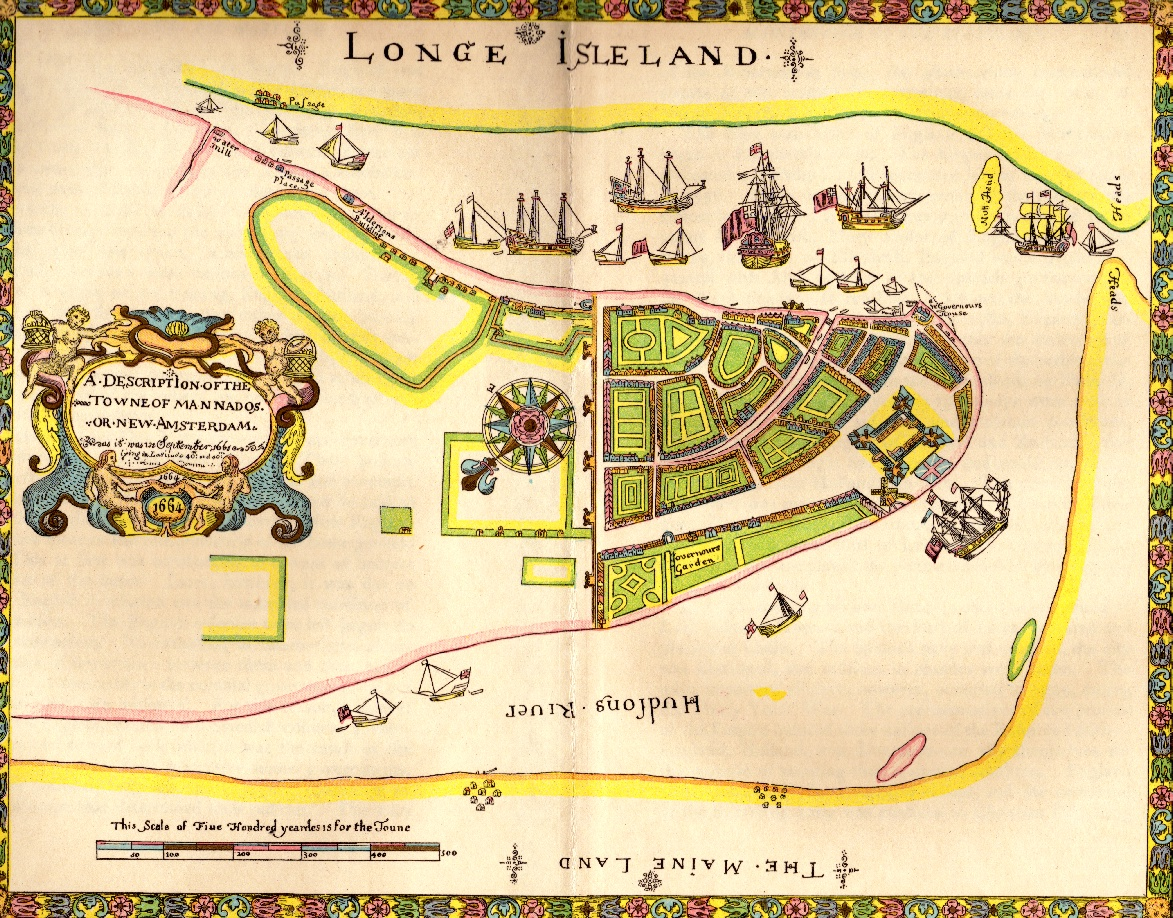
De Hertogkaart, 1664

Volgens Robert Augustyn, een prominente handelaar in antieke kaarten, is van geen enkele Amerikaanse stad de beginperiode zo goed in kaart gebracht - letterlijk - als New York. De Nederlanders waren in de 17e eeuw de voornaamste cartografen, en de bestuurders van de WIC waren als handelsondernemers zeer gesteld bij accurate kaarten. Dit alles droeg bij aan het ontstaan van een paar van de meest waardevolle documenten.
In de eerste plaats is er de Jansson-Visscher kaart van Nieuw-Nederland, die Van der Donck rond 1650 in de Republiek heeft laten drukken en die de meest gezaghebbende kaart van Noordoost Amerika was voor meer dan een eeuw. Door deze kaart werden vaak Nederlandse namen aan Amerikaanse plaatsen toegekend: onder andere Kaap May (Cape May), Lange Eylandt (Long Island), Conyne Eylandt (Coney Island) en Roode Eylandt (Rhode Island).
Meer in het belang van de geschiedenis van Nieuw-Amsterdam is het bestaan van de zogenaamde Castellokaart. Deze kaart, die een zeer accurate afbeelding geeft van vrijwel alle gebouwen in Nieuw-Amsterdam, werd namelijk begin twintigste eeuw gevonden in Villa Castello, nabij Florence. De kaart is gemaakt in 1660 in opdracht van het stadsbestuur. In hetzelfde jaar is ook - toeval of niet - de zogenaamde De Sille lijst opgemaakt (naar Nicasius de Sille), die alle inwoners met hun adressen opsomt. Hierdoor is het mogelijk exact op de Castellokaart aan te duiden wie waar woonde.
Een andere belangrijke kaart voor de geschiedenis van New York is de Hertogkaart. Deze kaart is weliswaar niet in de Nederlandse tijd gemaakt, maar werd vrijwel zeker gebaseerd op de Castellokaart. De kaart werd gemaakt voor de Hertog van York om te laten zien hoe de stad eruitzag die hij kort daarvoor in zijn bezit had gekregen. Op deze kaart zijn voor het eerst ook gebouwen buiten de stadswallen te zien.

## Bestuur
De bron van dit stuk is voor een groot deel James Sullivan.

### Minuit
Directeur-generaal Peter Minuit stelde bij zijn aankomst in Nieuw-Amsterdam een plan op voor de vorming van een bestuur van de kolonie. Het bestuur zou bestaan uit een Raad van Vijf, die samen met de directeur-generaal alle wetgevende, rechterlijke en uitvoerende machten zouden bezitten, en alleen behoorden te gehoorzamen aan orders van de Amsterdamse kamer van de WIC. Een belangrijke functie in dit eerste bestuur was de schout-fiscaal die de wetgever, de openbaar aanklager en wanneer hij zijn functie ten volle mocht uitoefenen, de hoofdrechter van de kolonie was.
In 1629 stelde de West-Indische Compagnie de 'Vrijheden en Exemptiën' vast, die een nieuwe vorm van kolonisatie introduceerde. Onder deze order werd het vormen van patroonschappen mogelijk, een entiteit met lokaal bestuur en landeigendom dat verantwoording schuldig was aan de directeur-generaal van de kolonie. Hoewel ze formeel konden ingrijpen hadden directeurs-generaal in de praktijk weinig invloed op de patroonschappen.

### Kieft
Willem Kieft stond als autoritaire persoonlijkheid niet veel medezeggenschap in zijn beleid toe, waardoor hij een raadsman aanstelde, John la Montague. La Montague had één stem in het beleid, tegenover twee stemmen van Kieft.
In 1640 stelde de WIC een nieuwe order van 'Exemptiën en Privileges' vast, die om de rechten van de "vrije kolonisten" te beschermen in de eerste plaats de macht van de patroons inperkte, maar ook opriep om voor de rest van Nieuw-Nederland een volwaardig bestuur te installeren "om de goeden te beschermen en de kwaden te straffen". Kieft trok zich hier echter weinig van aan.
Pas toen Kieft de oorlog tegen de inheemsen wilde beginnen, en hij begreep dat niet te kunnen doen zonder toestemming van de bevolking, riep hij een raad van twaalf mannen bijeen om hem in zijn beslissingen bij te staan. Deze Raad van Twaalf was de eerste burgerafvaardiging in de kolonie. Hij wist toestemming van de raad te krijgen voor zijn oorlog, maar het democratische karakter van deze beslissing wordt sterk betwijfeld. De Raad van Twaalf drong nu ze bijeen was aan op een meer democratisch bestuur, met hoven van justitie zoals die in bestonden in steden en dorpen in Nederland. Tekenend voor de persoon van Kieft was dat hij, hoewel hij toezegde zijn raad uit te breiden naar vijf personen, de Raad van Vijf verbood ooit nog samen te komen, "op straffe van berechting als ongehoorzame burgers".
Na de desastreuze afloop van de oorlog besloot Kieft een nieuwe raad op te stellen, dit keer met acht burgers. De raad mocht alleen een mening geven over bestuurlijke zaken, waardoor Kieft feitelijk zijn positie van alleenheerser behield. De raad was een handig instrument voor Kieft om zijn verantwoordelijkheid te spreiden, zonder dat hij autoriteit verloor. De belastingverhoging die zonder toestemming van de Raad van Acht door Kieft was opgelegd was voor de raad de druppel; ze lieten Van der Donck een petitie aan de bestuurders in Nederland schrijven, waarin ze vroegen om een burgerbestuur en een nieuwe gouverneur.

### Stuyvesant
Uiteindelijk gaven de bestuurders gehoor aan de oproep door Kieft te vervangen door Peter Stuyvesant, die echter ook een autoritair persoon was en weinig deed met de wensen van de bevolking. Zijn raad van bestuur bestond uit Lubbertus van Dincklagen als vicedirecteur, Henry van Dyke als Schout-Fiscaal, Cornelis van Tienhoven als secretaris en George Baxter, een Engelsman, die secretaris was voor Engelse zaken, vanwege de steeds groter wordende groep Engelsen in de kolonie. De raad bestond verder nog uit de raadsheren Bryan Newton en Johannes la Montagne, de enige raadsman van Kieft.

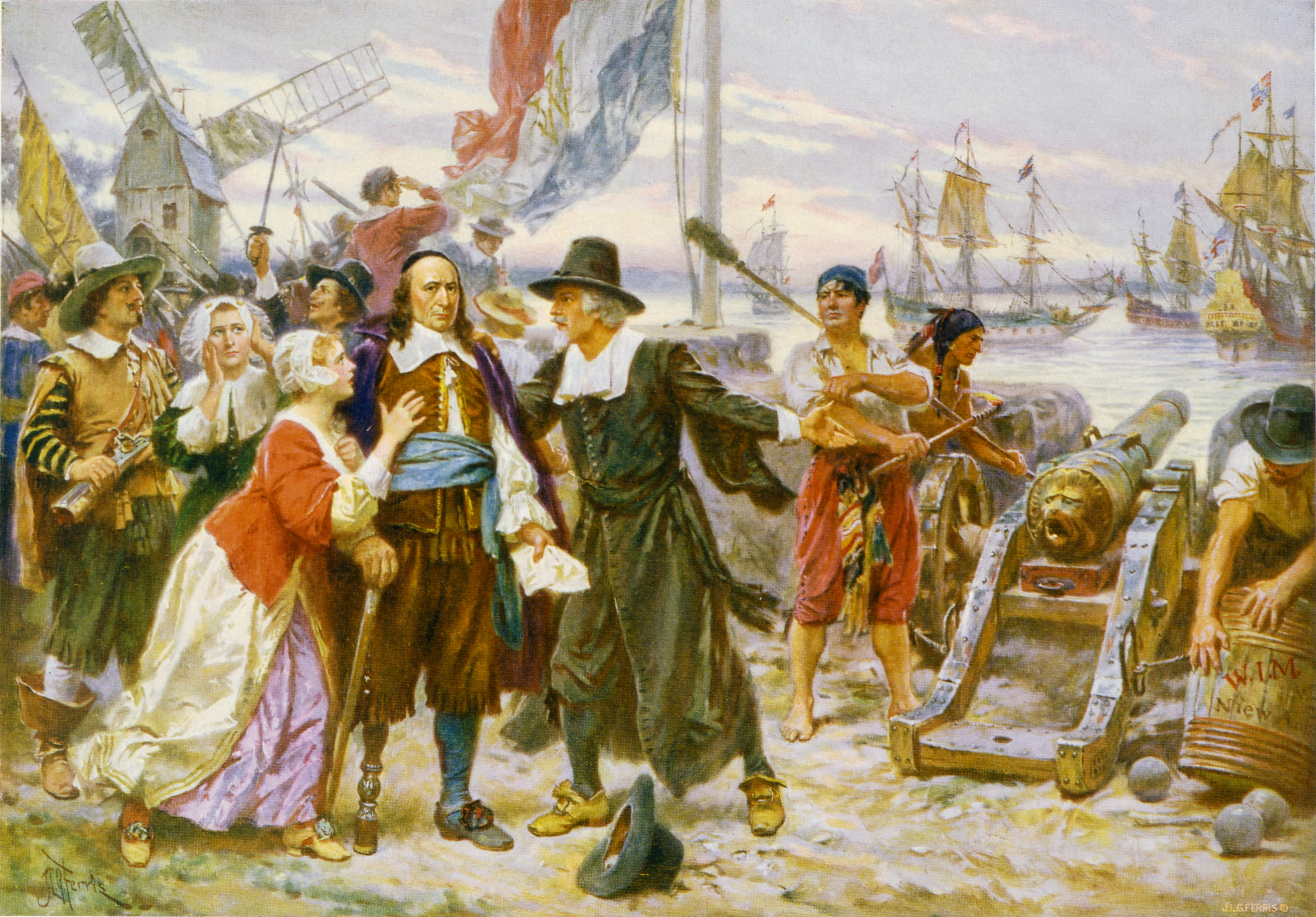
De Engelse vloot voor Nieuw-Amsterdam

In plaats de wensen van de kolonisten te bewerkstelligen besloot Stuyvesant een Hof van Justitie op te richten om de opstandige kolonisten Cornelis Melyn en Jochem Kuyter te berechten. Dit Hof van Justitie was het hoogste gerechtshof in de kolonie, met de vicedirecteur als hoofdrechter.
Onder druk van de bevolking en de Staten-Generaal stemde Stuyvesant in september 1647, vier maanden na zijn aankomst, toe in het vormen van een raad van negen burgers, die vanaf dat moment zeggenschap hadden in het beleid. De bevolking mocht de achttien voornaamste onder hen aanwijzen, waarna Stuyvesant uit hen de Raad van Negen koos. De eerste Raad van Negen bestond uit drie kooplieden, drie burgers en drie boeren. Deze Raad bleek de functie van volksvertegenwoordigers erg serieus te nemen en de leden van deze instantie weigerden marionetten van Stuyvesant te worden. Al snel werd deze Raad weer ontbonden.
De nieuwe Raad van Negen had als voorzitter Adriaen van der Donck, op wie Stuyvesant zo kwaad werd dat hij hem liet arresteren. Na een voor Stuyvesant desastreus verlopen rechtszaak besloten de rechters op 15 maart 1649 tot de milde straf van uitzetting uit de Raad van Negen
(zie ook boven). Van der Donck vertrok naar Nederland om zijn betoog voor een beter bestuur kracht bij te zetten in de Staten-Generaal (zie ook boven).

### Stadsbestuur

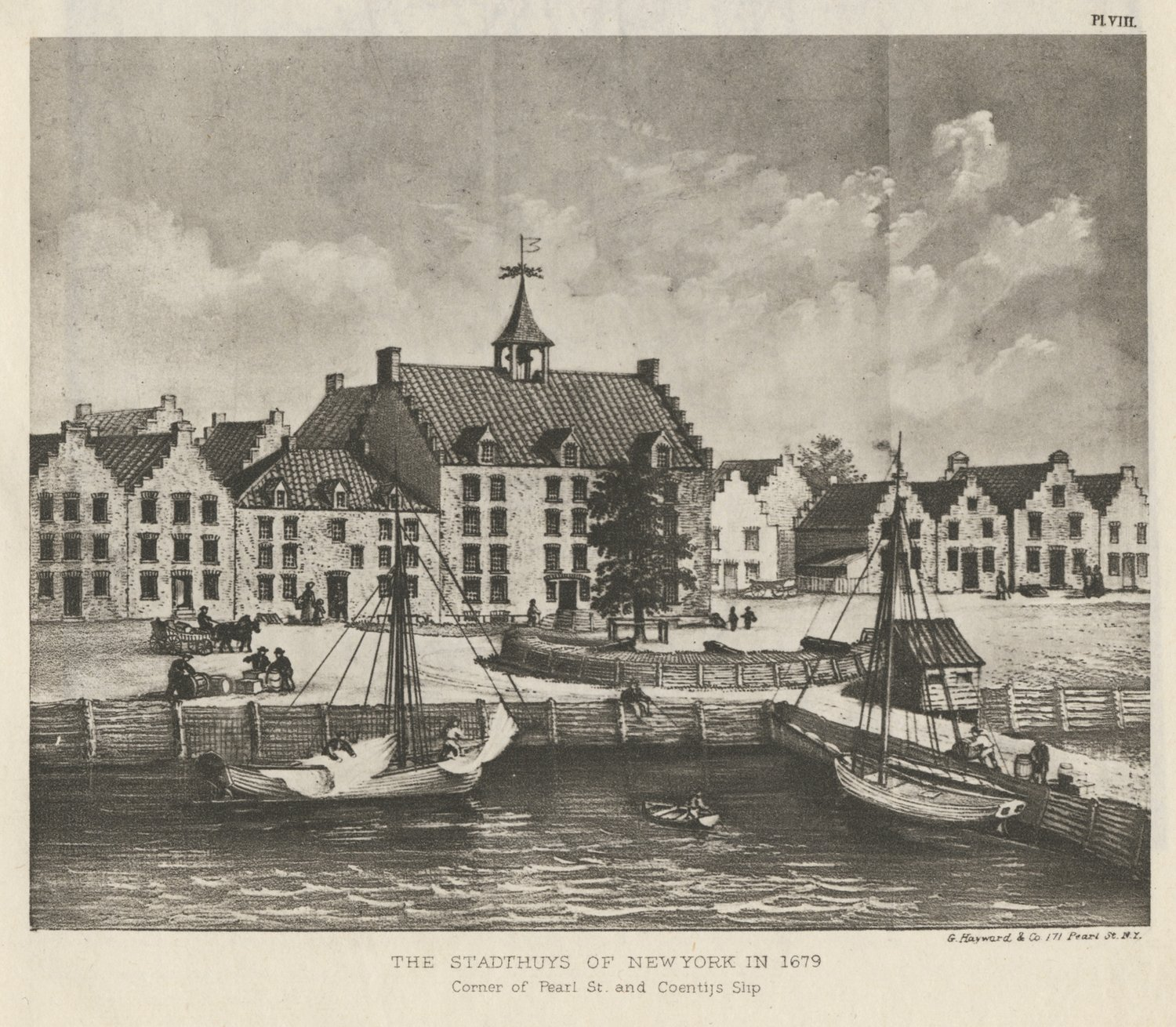
Stadt Huys van New York (en Nieuw-Amsterdam). Door George Hayward, 1679.

Na het verlenen van stadsrechten aan Nieuw-Amsterdam op 2 februari 1653 werd het openbaar bestuur gevormd door het college van burgemeesters, schepenen en een schout (Stuyvesant stelde hiervoor Van Tienhoven aan, die echter ook al schout-fiscaal van de hele kolonie was). De burgemeesters hadden de wetgevende en uitvoerende macht, de schepenen de rechterlijke en de schout was openbaar aanklager en voorzitter van het Hof van Justitie.
Arendt van Hattem en Martin Kregeir waren de eerste burgemeesters, en Paulus Leendertsen van der Grist, Maximilian van Gheel, Allard Anthony, Pieter Wolfertsen van Couwenhoven en Willem Beekman de eerste schepenen. De eerste bijeenkomst had plaats op 6 februari, waarbij Van Tienhoven en de stadsklerk Jacob Kip ook aanwezig waren. Deze bijeenkomst was, zo blijkt uit de notulen, slechts om het bestuur te organiseren; het college kwam voor het eerst regulier bijeen op 10 februari.
Het bestuur dat vanaf 24 februari elke veertien dagen zitting hield in het Stadt Huys - de oude stadsherberg - hield zich als tweedegraads Hof van Justitie (die van de kolonie in het fort was het hooggerechtshof) bezig met geschillen tussen inwoners, en als dat gedaan was met wetgevende en uitvoerende zaken die aandacht nodig hadden. Het bestuur presenteerde zich als één college en hield zich in het begin hoofdzakelijk bezig met wetgevende macht en rechterlijke, omdat bij de uitvoerende macht altijd een conflict dreigde met de gouverneur. De burgemeesters begonnen in 1657 echter in een aparte raad samen te komen om hun uitvoerende taak beter ten uitvoer te brengen. Ook vroegen ze aan Stuyvesant of ze vrijgesteld mochten worden van de rechterlijke bijeenkomsten van de schepenen om zich meer toe te leggen op de wetgevende en uitvoerende taken die steeds meer tijd begon te vergen. Stuyvesant - bang voor het verlies aan macht - weigerde, maar hield zich na verloop van tijd steeds minder bezig met wetgevende zaken.

## Herinneringen
Wie nu in New York komt, vindt maar weinig terug van de kolonie van toen. Wat straatnamen, plaquettes en standbeelden zijn de voornaamste herinneringen.